# Forcipomyia stylifera
Forcipomyia stylifera är en tvåvingeart som först beskrevs av Lutz 1913.  Forcipomyia stylifera ingår i släktet Forcipomyia och familjen svidknott. Inga underarter finns listade i Catalogue of Life.